# Mozilla Composer
Mozilla Composer es un editor de páginas web libre y de código abierto y el módulo de autoría web de Mozilla Application Suite (el predecesor de SeaMonkey). Es usado para crear y editar páginas web, correo electrónico, y documentos de texto fácilmente. Es compatible con Microsoft Windows, Mac OS X y Linux. Composer permite ver, escribir y editar código HTML de manera WYSIWYG.

## Proyectos derivados
Basándose en el trabajo desarrollado en Composer se desarrolló el programa Nvu. Este se presenta como una aplicación independiente desligada de la Mozilla Application Suite, e incorpora soporte para CSS, entre otras mejoras. Esta aplicación fue desarrollada por la empresa Disruptive Innovations y patrocinada por la distro Linspire.
Daniel Glazman, el desarrollador principal de Nvu, anunció el 15 de septiembre de 2006 que había detenido oficialmente el desarrollo de Nvu y ahora estaba desarrollando un sucesor para este, llamado provisionalmente Composer, como un proyecto dentro de la Fundación Mozilla. El 10 de mayo de 2011 apareció su versión 1.0 bajo el nombre de Bluegriffon, basado en el tronco principal de Mozilla: el motor Gecko y XULRunner. Posee soporte para PHP y CSS y cuenta con un desarrollo activo en versiones para plataformas windows, mac o linux. Hasta el lanzamiento de BlueGriffon, existía un fork mantenido por la comunidad, llamado KompoZer, que partía del código base de Nvu corrigiendo los distintos bugs o fallos que fuesen apareciendo. A pesar de que BlueGriffon ya fue lanzado, el sitio y los repositorios de KompoZer siguen existiendo. 
Asimismo, existe otro proyecto Composer dentro de la suite SeaMonkey. Este está desarrollado a partir del Mozilla Composer original y es mantenido por la comunidad.